# Cyclocassis secunda
Cyclocassis secunda es una especie de insecto coleóptero de la familia Chrysomelidae.
Fue descrita científicamente en 1998 por Borowiec.